# Choerodon fasciatus
Choerodon fasciatus är en fiskart som först beskrevs av Günther, 1867.  Choerodon fasciatus ingår i släktet Choerodon och familjen läppfiskar. IUCN kategoriserar arten globalt som livskraftig. Inga underarter finns listade i Catalogue of Life.